# SS Orduña
O SS Orduña foi um navio de passageiros britânico operado pela Pacific Steam Navigation Company e construído pelos estaleiros da Harland and Wolff em Belfast. Após ter concluído duas viagens, a embarcação foi fretada pela Cunard Line. Em 1921, o Orduña foi transferido para a Royal Mail Steam Packet Company, sendo revendido para a PSNCo em 1926. Seus navios irmãos eram o Orbita e Orca.
A embarcação fornecia o transporte transatlântico de passageiros, tinha uma arqueação bruta de 15.500 toneladas e media 550.3 x 67.3 pés.

## História

### Primeira Guerra Mundial
O Orduña foi requisitado e convertido em um cruzador auxiliar e transportador de tropas durante a Primeira Guerra Mundial, que ia de Halifax, no Canadá para Liverpool, com figuras notáveis como Quentin Roosevelt a bordo.
Em janeiro de 1915, o Orduña resgatou a tripulação russa do navio Loch Torridon, que sofreu um vazamento durante um transporte de madeira na costa oeste da Irlanda. Mais tarde, em julho do mesmo ano, a caminho de Nova Iorque, o Orduña foi atacado por um U-Boot; o torpedo errou o alvo e o navio chegou em segurança ao destino.
Em 1918, o Orduña colidiu e afundou o navio Konakry enquanto transportava uma carga de lastro de Queenstown para Trinidad.

### Pós-guerra
Em abril de 1923, o Orduña se envolveu em outro resgate, transportando a tripulação do Clitha para a Inglaterra depois de terem sido resgatados pela escuna Jean Campbell.
Em 1925, James E. Lough, da Universidade de Nova Iorque, fretou o Orduña para o transporte de 213 estudantes para a França, com palestras a bordo.
Em 1938, o Orduña foi utilizado para o terceiro e último "Cruzeiro da Paz", transportando 460 escoteiros, incluindo Robert e Olave Baden-Powell em um cruzeiro para a Islândia, Noruega, Dinamarca e Bélgica. Ele deixou Liverpool em 8 de agosto, retornando dia 25 de agosto via Dover.
Robert Baden-Powell estava doente demais para deixar o navio durante o cruzeiro, mas grupos de escoteiros locais o visitaram no Orduña na maioria das paradas, enquanto os escoteiros do navio aproveitaram a oportunidade para visitar pontos turísticos locais e participar de recepções. Durante a parada em Reykjavík na quinta-feira, 11 de agosto, durante a qual Orduña atracou ao lado do cruzador alemão Emden, escoteiros da Islândia trouxeram algumas pedras a bordo para que Baden-Powell ainda pudesse "pisar na Islândia". O Orduña atracou em Trondheim, na Noruega em 15 de agosto, Copenhague, na Dinamarca em 18 de agosto e na Bélgica, no domingo, dia 21 de agosto, antes de retornar à Inglaterra. Em setembro de 1938, ele esteve em Nassau e Kingston, na Jamaica.

### Segunda Guerra Mundial
Durante o caso da "Viagem dos Condenados", em 1939, em que refugiados judeus alemães foram impedidos de entrar em Cuba, Estados Unidos e Canadá, o Orduña teve permissão para desembarcar 40 refugiados em Havana.
Em 12 de agosto de 1940, ele partiu de Liverpool, chegando a Nassau em 30 de agosto com uma festa particular organizada por 16 crianças da escola preparatória de Belmont. Isto fazia parte de um programa de evacuação do governo para crianças no exterior durante a Segunda Guerra Mundial, quando a perspectiva de invasão iminente ameaçou a Grã-Bretanha.
Com a necessidade de transporte militar na Segunda Guerra Mundial, em 1941, ele foi requisitado e convertido em um navio de tropas pelo governo britânico. Outra tarefa de Orduña durante a Segunda Guerra foi auxiliar no transporte durante evacuações.

## Aposentadoria
O Orduña foi desativado em novembro de 1950 e desmantelado no ano seguinte em Dalmuir, na Escócia.